# استان‌های یمن
یمن دارای ۲۲ استان است. بزرگترین استانها با جمعیت کمتر در باختر و کوچکترین استانها با جمعیت بیشتر در خاور این کشور جای دارند.

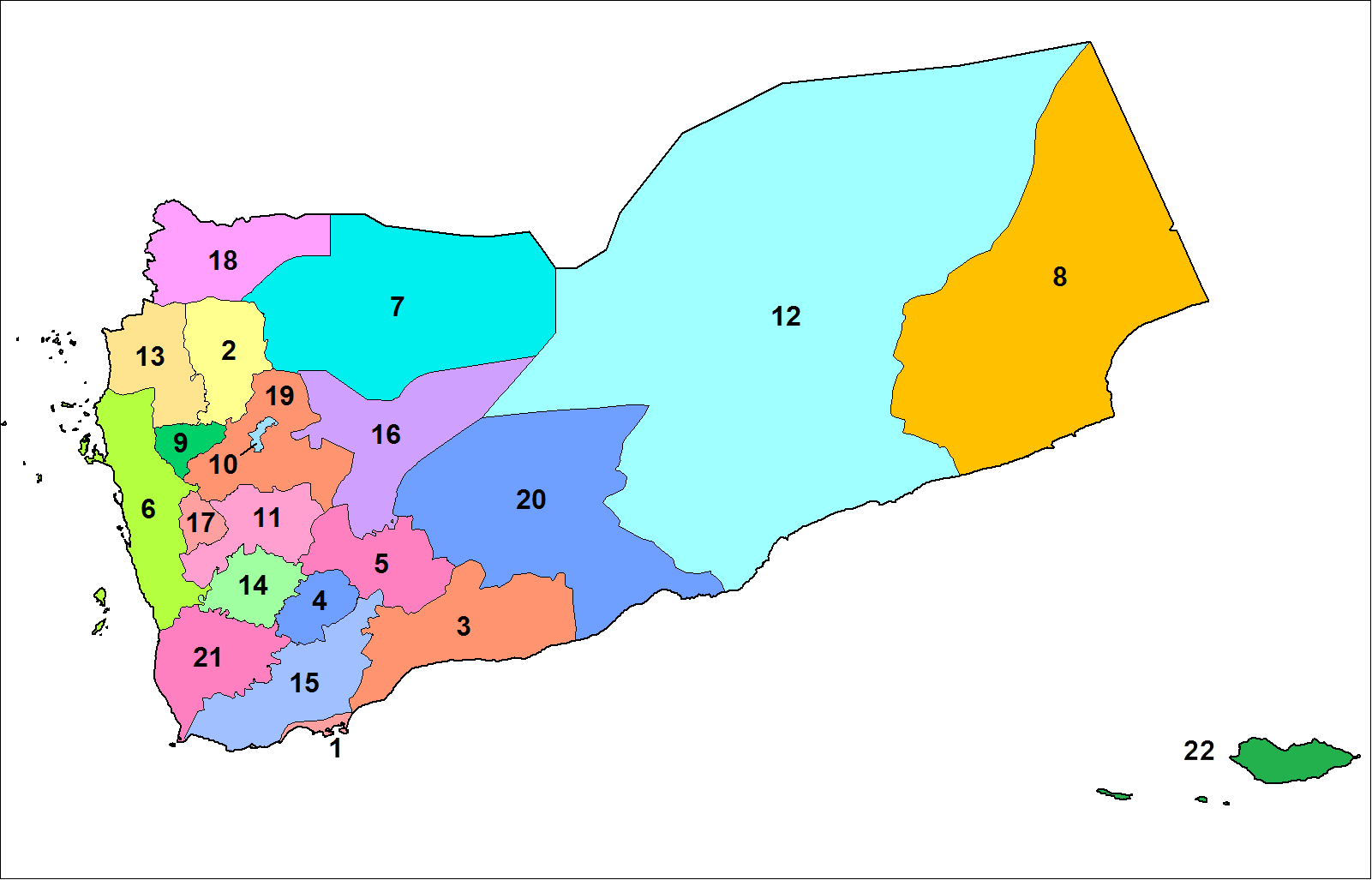

| استان                                               | عربی                                             | مرکز                                             | مساحت km²                                        | جمعیت (۲۰۱۲)                                     | شمارهٔ تصویر                                      |
| یمن شمالی سابق (جمهوری عربی یمن), تا ۱۹۹۰ میلادی    | یمن شمالی سابق (جمهوری عربی یمن), تا ۱۹۹۰ میلادی | یمن شمالی سابق (جمهوری عربی یمن), تا ۱۹۹۰ میلادی | یمن شمالی سابق (جمهوری عربی یمن), تا ۱۹۹۰ میلادی | یمن شمالی سابق (جمهوری عربی یمن), تا ۱۹۹۰ میلادی | یمن شمالی سابق (جمهوری عربی یمن), تا ۱۹۹۰ میلادی |
| --------------------------------------------------- | ------------------------------------------------ | ------------------------------------------------ | ------------------------------------------------ | ------------------------------------------------ | ------------------------------------------------ |
| عَمران                                               | (به عربی: عمران)                                 | عمران                                            | ۹٬۵۸۷                                            | ۹۶۷٬۶۳۴                                          | ۲                                                |
| ضالع                                                | (به عربی: الضالع)                                | ضالع                                             | ۴٬۷۸۶                                            | ۵۹۷٬۹۳۶                                          | ۴                                                |
| بیضا                                                | (به عربی: البيضاء)                               | بیضا                                             | ۱۱٬۱۹۳                                           | ۶۶۰٬۱۰۵                                          | ۵                                                |
| حُدَیده                                               | (به عربی: الحديدة)                               | حدیده                                            | ۱۷٬۵۰۹                                           | ۲٬۶۸۷٬۶۷۴                                        | ۶                                                |
| جَوف                                                 | (به عربی: الجوف)                                 | هاضم                                             | ۳۰٬۶۲۰                                           | ۵۳۴٬۴۰۸                                          | ۷                                                |
| محویت                                               | (به عربی: المحويت)                               | محویت                                            | ۲٬۸۵۸                                            | ۵۹۹٬۳۴۰                                          | ۹                                                |
| شهرداری پایتخت                                      | (به عربی: أمانة العاصمة)                         | صنعا                                             | ۱۲۶                                              | ۲٬۵۷۵٬۳۴۷                                        | ۱۰                                               |
| ذَمار                                                | (به عربی: ذمار)                                  | ذمار                                             | ۹٬۴۹۵                                            | ۱٬۶۴۵٬۴۳۶                                        | ۱۱                                               |
| حَجّه                                                 | (به عربی: حجة)                                   | حجه                                              | ۱۰٬۱۴۱                                           | ۱٬۸۱۱٬۳۹۴                                        | ۱۳                                               |
| اِب                                                  | (به عربی: إب)                                    | اب                                               | ۶٬۴۸۴                                            | ۲٬۵۰۵٬۸۱۶                                        | ۱۴                                               |
| مأرب                                                | (به عربی: مأرب)                                  | مأرب                                             | ۲۰٬۰۲۳                                           | ۲۹۱٬۴۰۳                                          | ۱۶                                               |
| رَیمه                                                | (به عربی: ريمة)                                  | ریمه                                             | ۲٬۴۴۲                                            | ۴۸۳٬۱۹۶                                          | ۱۷                                               |
| صَعده                                                | (به عربی: صعدة)                                  | صعده                                             | ۱۵٬۰۲۲                                           | ۸۸۷٬۴۸۲                                          | ۱۸                                               |
| صَنعا                                                | (به عربی: صنعاء)                                 | صنعا                                             | ۱۵٬۰۵۲                                           | ۱٬۰۴۲٬۴۶۸                                        | ۱۹                                               |
| تَعِز                                                 | (به عربی: تعز)                                   | تعز                                              | ۱۲٬۶۰۵                                           | ۲٬۸۱۷٬۶۹۶                                        | ۲۱                                               |
| یمن جنوبی سابق (جمهوری دمکراتیک مردمی یمن), تا ۱۹۹۰ |                                                  |                                                  |                                                  |                                                  |                                                  |
| عَدَن                                                 | (به عربی: عدن)                                   | عدن                                              | ۱٬۱۱۴                                            | ۵۸۹٬۴۱۹                                          | ۱                                                |
| اَبیَن                                                | (به عربی: أبين)                                  | زنجبار                                           | ۲۱٬۹۳۹                                           | ۷۶۴٬۳۴۲                                          | ۳                                                |
| مَهره                                                | (به عربی: المهرة)                                | غیضه                                             | ۸۲٬۴۰۵                                           | ۱۲۲٬۴۵۳                                          | ۸                                                |
| حضرموت                                              | (به عربی: حضرموت)                                | مکلا                                             | ۱۹۱٬۷۳۷                                          | ۱٬۲۶۳٬۷۵۴                                        | ۱۲                                               |
| لَحِج                                                 | (به عربی: لحج)                                   | حوطه                                             | ۱۵٬۲۱۰                                           | ۸۶۵٬۷۹۱                                          | ۱۵                                               |
| شبوه                                                | (به عربی: شبوة)                                  | عتاق                                             | ۴۷٬۷۲۸                                           | ۵۴۶٬۴۶۷                                          | ۲۰                                               |
| یمن                                                 | (به عربی: الیَمَن)                                 | صنعا                                             | ۵۲۸٬۰۷۶                                          | ۲۴٬۲۵۹٬۵۶۱                                       | مجموع                                            |